# Красний (потік)
Красний (пол. Krasny) — гірський потік в Україні, у Стрийському районі Львівської області у Галичині. Лівий доплив Малої Бутивлі (басейн Дністра).

## Опис
Довжина потоку приблизно 3,18 км, найкоротша відстань між витоком і гирлом — 3,06 км, коефіцієнт звивистості потоку — 1,04. Формується багатьма безіменними гірськими струмками. Потік тече у гірському масиві Сколівські Бескиди (зовнішня смуга Українських Карпат).

## Розташування
Бере початок з-під гори Парашка (1268,5 м) (Буківські Верхи). Тече на південний захід понад горою Згар (826,0 м) і впадає у Малу Бутивлю, ліву притоку Бутивлі.